# Daniel Edelman
Daniel Edelman, né le 28 avril 2003 à Warren Township (en) au New Jersey, est un joueur américain de soccer évoluant au poste de milieu défensif aux Red Bulls de New York en MLS.

## Biographie

### En club
Né à Warren Township (en) au New Jersey, Daniel Edelman commence sa carrière aux Red Bulls de New York, qu'il rejoint en 2020. Le 17 décembre 2021 il signe son premier contrat avec le club de New York, en tant que Homegrown Player,.
Daniel Edelman joue son premier match avec l'équipe première des Red Bulls de New York le 27 février 2022, à l'occasion de la première journée de la saison 2022 de Major League Soccer face aux Earthquakes de San José. Il entre en jeu et son équipe s'impose par trois buts à un.

### En sélection
Daniel Edelman est sélectionné avec l'équipe des États-Unis des moins de 20 ans pour participer au championnat de la CONCACAF des moins de 20 ans en 2022. Lors de cette compétition il joue quatre matchs et officie notamment comme capitaine. Son équipe se hisse jusqu'en finale où elle affronte la République dominicaine, contre laquelle elle s'impose par six buts à zéro. Les États-Unis remportent ainsi un troisième titre consécutif dans cette compétition.

## Palmarès
États-Unis -20 ans
- Vainqueur du Championnat de la CONCACAF des moins de 20 ans en 2022